# Liste des lignes de car du Morbihan
La région Bretagne est l'autorité organisatrice des transports interurbains dans le département du Morbihan. L'ancien réseau départemental TIM est intégré depuis 2018 au réseau régional BreizhGo et dessert les grandes et moyennes villes du département, ainsi que les plus petites communes situées sur les axes de ces lignes. La région organise également de nombreuses lignes scolaires qui desservent pratiquement toutes les villes du département.

## De 1992 à 2018

### Lignes TIM au départ des principales villes et/ou gares du Morbihan
Chaque ligne est affectée à un ou plusieurs transporteurs qui gère les dessertes voyageurs et scolaires sur le secteur qui lui est attribué.

#### Auray
| Ligne     | Principales villes desservies                    | Matériel                 | Jours de fonctionnement | Jour / Soir / Nuit / Fêtes | Voy./ an | Exploitant        |
| --------- | ------------------------------------------------ | ------------------------ | ----------------------- | -------------------------- | -------- | ----------------- |
| 1         | Quiberon, carnac, Plouharnel, Auray              | Crossway                 | L, Ma, Me, J, V, S, D   | O/N/N/O                    | -        | CTM / Maury       |
| 5         | Baud, Pluvigner, Auray, Ste Anne D'Auray, Vannes | Intouro, Irisbus Récréo, | L, Ma, Me, J, V, S, D   | O/N/N/O                    | -        | Keolis atlantique |
| 5 EXPRESS | Baud, Pluvigner, Auray, Vannes                   | Intouro, Irisbus Récréo, | L, Ma, Me, J, V, S, D   | O/N/N/O                    | -        | Keolis atlantique |
| 6         | Auray, Le Bono, Baden                            | -                        | L, Ma, Me, J, V, S      | O/N/N/N                    | -        | Auray voyages     |
| 18        | Auray, Étel, Belz                                | Crossway Intouro         | L, Ma, Me, J, V, S      | O/N/N/N                    | -        | CTM               |

#### Lorient
| Ligne | Principales villes desservies               | Matériel         | Jours de fonctionnement | Jour / Soir / Nuit / Fêtes | Voy./ an | Exploitant |
| ----- | ------------------------------------------- | ---------------- | ----------------------- | -------------------------- | -------- | ---------- |
| 15    | Carhaix-Plouguer,Gourin, Le Faouët, Lorient | Crossway         | L, Ma, Me, J, V, S      | O/N/N/N                    | -        | CTM        |
| 16    | Étel, Kervignac, Lorient                    | Crossway Intouro | L, Ma, Me, J, V, S      | O/N/N/N                    | -        | CTM        |
| 17    | Pontivy, Baud, Lorient                      | Intouro          | L, Ma, Me, J, V, S      | O/N/N/N                    | -        | BSA        |

#### Pontivy
| Ligne | Principales villes desservies | Matériel | Jours de fonctionnement | Jour / Soir / Nuit / Fêtes | Voy./ an | Exploitant         |
| ----- | ----------------------------- | -------- | ----------------------- | -------------------------- | -------- | ------------------ |
| 3     | Pontivy, Locminé, Vannes      | Crossway | L, Ma, Me, J, V, S      | O/N/N/N                    | -        | CTM                |
| 14    | Pontivy, Guémené-sur-Scorff   | -        | L, Ma, Me, J, V, S      | O/N/N/N                    | -        | transport Taillard |
| 17    | Pontivy, Baud, Lorient        | Intouro  | L, Ma, Me, J, V, S      | O/N/N/N                    | -        | BSA                |

#### Redon
| Ligne | Principales villes desservies | Matériel | Jours de fonctionnement | Jour / Soir / Nuit / Fêtes | Voy./ an | Exploitant       |
| ----- | ----------------------------- | -------- | ----------------------- | -------------------------- | -------- | ---------------- |
| 10    | Pays de Redon                 | -        | L, Ma, Me, J, V         | O/N/N/N                    | -        | Maury transports |
| 12    | La Gacilly, Redon             | -        | L, Ma, Me, J, V         | O/N/N/N                    | -        | Linévia          |

#### Vannes
| Ligne     | Principales villes desservies                      | Matériel                          | Jours de fonctionnement | Jour / Soir / Nuit / Fêtes | Voy./ an | Exploitant        |
| --------- | -------------------------------------------------- | --------------------------------- | ----------------------- | -------------------------- | -------- | ----------------- |
| 3         | Pontivy, Locminé, Vannes                           | Crossway                          | L, Ma, Me, J, V, S      | O/N/N/N                    | -        |                   |
| 4         | Ploermel, Malestroit, Vannes                       | -                                 | L, Ma, Me, J, V, S      | O/N/N/N                    | -        | CTM               |
| 5         | Baud, Pluvigner, Auray, Ste Anne D'Auray, Vannes   | Intouro, Irisbus Récréo,          | L, Ma, Me, J, V, S, D   | O/N/N/O                    | -        | Keolis atlantique |
| 5 EXPRESS | Baud, Pluvigner, Auray, Vannes                     | Intouro, Irisbus Récréo,          | L, Ma, Me, J, V, S, D   | O/N/N/O                    | -        | Keolis atlantique |
| 8         | Damgan, Muzillac, Vannes                           | Lion's Intercity                  | L, Ma, Me, J, V, S      | O/N/N/N                    | -        | AVB               |
| 9         | Rochefort-en-Terre, Questembert, Vannes            | -                                 | L, Ma, Me, J, V, S      | O/N/N/N                    | -        | Maury transports  |
| 11        | Saint Jean Brévelay, Plumelec, Monterblanc, Vannes | FCC (Fast Concept Car) Starter LE | L, Ma, Me, J, V, S      | O/N/N/N                    | -        | BSA               |

### Informations détaillées sur les lignes
L'ensemble des informations sur chacune des lignes ci-dessous (hors matériel roulant/cars utilisés) proviennent des fiches des horaires et arrêts de chacune des lignes sur le site officiel de BreizhGo.

#### lignes 1 à 9
| Ligne | Caractéristiques | Caractéristiques                                                    | Caractéristiques                                                    | Caractéristiques                                                    | Caractéristiques                                                    | Caractéristiques                                                    | Caractéristiques                                                    | Caractéristiques                                                    | Caractéristiques                                                    |
| 1     | Auray — Gare SNCF ⥋ Quiberon — Gare SNCF | Auray — Gare SNCF ⥋ Quiberon — Gare SNCF                            | Auray — Gare SNCF ⥋ Quiberon — Gare SNCF                            | Auray — Gare SNCF ⥋ Quiberon — Gare SNCF                            | Auray — Gare SNCF ⥋ Quiberon — Gare SNCF                            | Auray — Gare SNCF ⥋ Quiberon — Gare SNCF                            | Auray — Gare SNCF ⥋ Quiberon — Gare SNCF                            | Auray — Gare SNCF ⥋ Quiberon — Gare SNCF                            | Auray — Gare SNCF ⥋ Quiberon — Gare SNCF                            |
| ----- | --- | ------------------------------------------------------------------- | ------------------------------------------------------------------- | ------------------------------------------------------------------- | ------------------------------------------------------------------- | ------------------------------------------------------------------- | ------------------------------------------------------------------- | ------------------------------------------------------------------- | ------------------------------------------------------------------- |
| 1     | Ouverture / Fermeture — / — | Longueur —                                                          | Durée 50-85 min                                                     | Nb. d’arrêts 18                                                     | Matériel Crossway                                                   | Jours de fonctionnement L, Ma, Me, J, V, S, D                       | Jour / Soir / Nuit / Fêtes O / N / N / O                            | Voy. / an —                                                         | Exploitant CTM (Transdev)                                           |
| 1     | Desserte : - Villes/communes desservies : Auray (Gare SNCF), Auray (Le Ballon - J-F Kennedy), Auray (Porte Océane), Auray (Le Loch), Crach (Rue d'Aboville), Crach (Mané Lenn), Saint-Philibert (Le Chat Noir), Saint-Philibert (Le Congre), La Trinité-sur-Mer (Cours des Quais), Carnac (PLAGE - Office de Tourisme), Carnac (VILLE - Illertissen), Plouharnel (Place De Gaulle), Saint-Pierre-Quiberon (Penthièvre), Saint-Pierre-Quiberon (Kerhostin), Saint-Pierre-Quiberon (Centre Culturel), Quiberon (St Julien RD - Parking Sémaphore), Quiberon (Gare Maritime - Port Maria), Quiberon (Gare SNCF). - Gares desservies : Gare d'Auray, Gare de Quiberon |                                                                     |                                                                     |                                                                     |                                                                     |                                                                     |                                                                     |                                                                     |                                                                     |
| 1     | Autre : - Arrêts accessibles aux UFR (Fauteuil roulant) : Auray (Gare SNCF), Auray (Le Ballon - J-F Kennedy), Saint-Philibert (Le Chat Noir), Carnac (PLAGE - Office de Tourisme), Quiberon (Gare Maritime - Port Maria), Quiberon (Gare SNCF).(sous réserves d'une réservation la veille par téléphone et dans la limite d'une place par car) - Amplitudes horaires : L'ensemble des arrêts de la ligne ne sont desservis qu'à certains horaires. - Particularités : Accès Internet par réseau radio Wifi dans les cars. - Intermodalité : En correspondance: Réseau urbain de bus d'Auray aux arrêts à Auray. - Date de dernière mise à jour : 24 septembre 2017. |                                                                     |                                                                     |                                                                     |                                                                     |                                                                     |                                                                     |                                                                     |                                                                     |
| 1     | Dernière actualisation : — |                                                                     |                                                                     |                                                                     |                                                                     |                                                                     |                                                                     |                                                                     |                                                                     |
| 3     | Vannes — Place de la Libération ⥋ Pontivy — Gare SNCF | Vannes — Place de la Libération ⥋ Pontivy — Gare SNCF               | Vannes — Place de la Libération ⥋ Pontivy — Gare SNCF               | Vannes — Place de la Libération ⥋ Pontivy — Gare SNCF               | Vannes — Place de la Libération ⥋ Pontivy — Gare SNCF               | Vannes — Place de la Libération ⥋ Pontivy — Gare SNCF               | Vannes — Place de la Libération ⥋ Pontivy — Gare SNCF               | Vannes — Place de la Libération ⥋ Pontivy — Gare SNCF               | Vannes — Place de la Libération ⥋ Pontivy — Gare SNCF               |
| 3     | Ouverture / Fermeture — / — | Longueur —                                                          | Durée 75-85 min                                                     | Nb. d’arrêts 11                                                     | Matériel Crossway                                                   | Jours de fonctionnement L, Ma, Me, J, V, S                          | Jour / Soir / Nuit / Fêtes O / N / N / N                            | Voy. / an —                                                         | Exploitant CTM (Transdev)                                           |
| 3     | Desserte : - Villes/communes desservies : Vannes, Vannes, Locmaria, Grand-Champ, Colpo, Moustoir-Ac, Locminé, Moréac et Pontivy. - Gares desservies : Gare de Pontivy, Gare de Vannes |                                                                     |                                                                     |                                                                     |                                                                     |                                                                     |                                                                     |                                                                     |                                                                     |
| 3     | Autre : - Arrêts accessibles aux UFR (Fauteuil roulant) : Vannes (Place de la Libération), Vannes (Gare Routière (SNCF)), Colpo (Place Villa Vicentina), Locminé (Place Anne de Bretagne), Moréac (Place de la Résistance), Pontivy (Avenue Napoléon 1er), Pontivy (Gare SNCF). (sous réserves d'une réservation la veille par téléphone et dans la limite d'une place par car) - Amplitudes horaires : L'ensemble des arrêts de la ligne ne sont desservis qu'à certains horaires. - Particularités : - Intermodalité : En correspondance: réseau urbain PondiBUS à Pontivy et le réseau urbain Kicéo à Colpo, Locmaria-Grandchamp et Vannes - Date de dernière mise à jour : 24 septembre 2017. |                                                                     |                                                                     |                                                                     |                                                                     |                                                                     |                                                                     |                                                                     |                                                                     |
| 3     | Dernière actualisation : — |                                                                     |                                                                     |                                                                     |                                                                     |                                                                     |                                                                     |                                                                     |                                                                     |
| 4     | Vannes — Place de la Libération ⥋ Ploërmel — Place Jean-Paul II | Vannes — Place de la Libération ⥋ Ploërmel — Place Jean-Paul II     | Vannes — Place de la Libération ⥋ Ploërmel — Place Jean-Paul II     | Vannes — Place de la Libération ⥋ Ploërmel — Place Jean-Paul II     | Vannes — Place de la Libération ⥋ Ploërmel — Place Jean-Paul II     | Vannes — Place de la Libération ⥋ Ploërmel — Place Jean-Paul II     | Vannes — Place de la Libération ⥋ Ploërmel — Place Jean-Paul II     | Vannes — Place de la Libération ⥋ Ploërmel — Place Jean-Paul II     | Vannes — Place de la Libération ⥋ Ploërmel — Place Jean-Paul II     |
| 4     | Ouverture / Fermeture — / — | Longueur —                                                          | Durée 60-85 min                                                     | Nb. d’arrêts 11                                                     | Matériel —                                                          | Jours de fonctionnement L, Ma, Me, J, V, S                          | Jour / Soir / Nuit / Fêtes O / N / N / N                            | Voy. / an —                                                         | Exploitant CTM (Transdev)                                           |
| 4     | Desserte : - Villes/communes desservies : Vannes (Place de la Libération), Vannes (Gare Routière (SNCF)), Saint-Guyomard (Le Calvaire), Sérent (Fontaine St Pierre), Sérent (Le Gros Chêne (Aire de Covoiturage)), Malestroit (Place Queinnec), Malestroit (Bellevue), Saint-Abraham (Aire de Covoiturage), La Chapelle-Caro (Mairie), Ploërmel (St Antoine), Ploërmel (Place Jean-Paul II). - Gares desservies : Gare de Vannes |                                                                     |                                                                     |                                                                     |                                                                     |                                                                     |                                                                     |                                                                     |                                                                     |
| 4     | Autre : - Arrêts accessibles aux UFR (Fauteuil roulant) : Vannes (Place de la Libération), Vannes (Gare Routière (SNCF)), Sérent (Fontaine St Pierre), Sérent (Le Gros Chêne (Aire de Covoiturage)), Saint-Abraham (Aire de Covoiturage), Ploërmel (Place Jean-Paul II). (sous réserves d'une réservation la veille par téléphone et dans la limite d'une place par car) - Amplitudes horaires : L'ensemble des arrêts de la ligne ne sont desservis qu'à certains horaires. - Particularités : Pendant les vacances scolaires, certains voyages entre Malestroit et Vannes se font en transport à la demande sur réservation la veille. - Intermodalité : En correspondance: réseau urbain Kicéo aux arrêts de Vannes - Date de dernière mise à jour : 24 septembre 2017.                                                                                       |                                                                     |                                                                     |                                                                     |                                                                     |                                                                     |                                                                     |                                                                     |                                                                     |
| 4     | Dernière actualisation : — |                                                                     |                                                                     |                                                                     |                                                                     |                                                                     |                                                                     |                                                                     |                                                                     |
| 5     | Vannes — Gare routière (SNCF) ⥋ Baud — Champ de foire | Vannes — Gare routière (SNCF) ⥋ Baud — Champ de foire               | Vannes — Gare routière (SNCF) ⥋ Baud — Champ de foire               | Vannes — Gare routière (SNCF) ⥋ Baud — Champ de foire               | Vannes — Gare routière (SNCF) ⥋ Baud — Champ de foire               | Vannes — Gare routière (SNCF) ⥋ Baud — Champ de foire               | Vannes — Gare routière (SNCF) ⥋ Baud — Champ de foire               | Vannes — Gare routière (SNCF) ⥋ Baud — Champ de foire               | Vannes — Gare routière (SNCF) ⥋ Baud — Champ de foire               |
| 5     | Ouverture / Fermeture — / — | Longueur —                                                          | Durée 75-95 min                                                     | Nb. d’arrêts 17                                                     | Matériel Intouro, Irisbus Récréo,                                   | Jours de fonctionnement L, Ma, Me, J, V, S, D                       | Jour / Soir / Nuit / Fêtes O / N / N / O                            | Voy. / an —                                                         | Exploitant Keolis Atlantique                                        |
| 5     | Desserte : - Villes/communes desservies : Vannes (Gare Routière (SNCF)), Vannes (Place de la Libération), Vannes (Lycée Guéhenno / Le Pargo), Vannes (Le Fourchêne), Vannes (Renaudot), Meriadec (Centre), Sainte-Anne-d'Auray (Mairie), Pluneret (Bibliothèque), Auray (Le Loch), Auray (B. Franklin (Rond-Point Pratel)), Auray (Le Ballon - J-F Kennedy), Auray (Gare SNCF), Brec'h (Com Er Hoet), Pluvigner (Gare Routière), Camors (Locoal-Camors Centre), Camors (Centre), Baud (Champ de Foire) - Gares desservies : Gare d'Auray, Gare de Vannes |                                                                     |                                                                     |                                                                     |                                                                     |                                                                     |                                                                     |                                                                     |                                                                     |
| 5     | Autre : - Arrêts accessibles aux UFR (Fauteuil roulant) : Vannes (Gare Routière (SNCF)), Vannes (Place de la Libération), Sainte-Anne-d'Auray (Mairie), Pluneret (Bibliothèque), Auray (Le Ballon - J-F Kennedy), Auray (Gare SNCF), Pluvigner (Gare Routière), Camors (Locoal-Camors Centre), Camors (Centre), Baud (Champ de Foire) (sous réserves d'une réservation la veille par téléphone et dans la limite d'une place par car) - Amplitudes horaires : Certains arrêts de la ligne ne sont desservis qu'à certains horaires. - Particularités : En direction de Baud, les arrêts de Brech'h à Baud à certains horaires se font uniquement sur demande au chauffeur. - Intermodalité : En correspondance: réseau urbain d'Auray aux certains arrêts d'Auray et réseau urbain Kicéo aux arrêts à Vannes - Date de dernière mise à jour : 25 septembre 2017. |                                                                     |                                                                     |                                                                     |                                                                     |                                                                     |                                                                     |                                                                     |                                                                     |
| 5     | Dernière actualisation : — |                                                                     |                                                                     |                                                                     |                                                                     |                                                                     |                                                                     |                                                                     |                                                                     |
| 6     | Auray — Gare SNCF ⥋ Baden — Le Guénédal | Auray — Gare SNCF ⥋ Baden — Le Guénédal                             | Auray — Gare SNCF ⥋ Baden — Le Guénédal                             | Auray — Gare SNCF ⥋ Baden — Le Guénédal                             | Auray — Gare SNCF ⥋ Baden — Le Guénédal                             | Auray — Gare SNCF ⥋ Baden — Le Guénédal                             | Auray — Gare SNCF ⥋ Baden — Le Guénédal                             | Auray — Gare SNCF ⥋ Baden — Le Guénédal                             | Auray — Gare SNCF ⥋ Baden — Le Guénédal                             |
| 6     | Ouverture / Fermeture — / — | Longueur —                                                          | Durée 35-56 min                                                     | Nb. d’arrêts 15                                                     | Matériel —                                                          | Jours de fonctionnement L, Ma, Me, J, V                             | Jour / Soir / Nuit / Fêtes O / N / N / N                            | Voy. / an —                                                         | Exploitant Auray Voyages                                            |
| 6     | Desserte : - Villes/communes desservies : Auray (Gare SNCF), Auray (Centre (Père Eternel)), Pluneret (Echangeur RN), Plougoumelen (Le Kényah), Plougoumelen (Centre), Plougoumelen (Kerphilippe), Le Bono (Le Varquez), Pluneret (Kerfontaine), Pluneret (Ste Avoye), Le Bono (Kernours), Le Bono (Eglise), Le Bono (Lavarion), Baden (Port de Baden), Baden (Centre), Baden (Le Guénédal). - Gares desservies : Gare d'Auray |                                                                     |                                                                     |                                                                     |                                                                     |                                                                     |                                                                     |                                                                     |                                                                     |
| 6     | Autre : - Arrêts accessibles aux UFR (Fauteuil roulant) : AUCUN - Amplitudes horaires : Certains arrêts de la ligne ne sont desservis qu'à certains horaires. - Particularités : Tous les arrêts de Baden et d'Auray (Gare SNCF) à certains horaires se font uniquement sur demande au chauffeur. - Intermodalité : En correspondance: réseau urbain d'Auray aux arrêts d'Auray - Date de dernière mise à jour : 25 septembre 2017. |                                                                     |                                                                     |                                                                     |                                                                     |                                                                     |                                                                     |                                                                     |                                                                     |
| 6     | Dernière actualisation : — |                                                                     |                                                                     |                                                                     |                                                                     |                                                                     |                                                                     |                                                                     |                                                                     |
| 8     | Vannes — Place de la Libération ⥋ Damgan — Avenue Charles de Gaulle | Vannes — Place de la Libération ⥋ Damgan — Avenue Charles de Gaulle | Vannes — Place de la Libération ⥋ Damgan — Avenue Charles de Gaulle | Vannes — Place de la Libération ⥋ Damgan — Avenue Charles de Gaulle | Vannes — Place de la Libération ⥋ Damgan — Avenue Charles de Gaulle | Vannes — Place de la Libération ⥋ Damgan — Avenue Charles de Gaulle | Vannes — Place de la Libération ⥋ Damgan — Avenue Charles de Gaulle | Vannes — Place de la Libération ⥋ Damgan — Avenue Charles de Gaulle | Vannes — Place de la Libération ⥋ Damgan — Avenue Charles de Gaulle |
| 8     | Ouverture / Fermeture — / — | Longueur —                                                          | Durée 66-92 min                                                     | Nb. d’arrêts 16                                                     | Matériel Lion's Intercity                                           | Jours de fonctionnement L, Ma, Me, J, V, S                          | Jour / Soir / Nuit / Fêtes O / N / N / N                            | Voy. / an —                                                         | Exploitant Autocars AVB                                             |
| 8     | Desserte : - Villes/communes desservies : Vannes (Place de la Libération), Vannes (Gare Routière (SNCF)), Vannes (Le Poulfanc), Vannes (ESAT (Zone du Prat)), La Trinité-Surzur (Centre), Muzillac (Hinzal), Muzillac (Place de la Duchesse Anne), Ambon (Espace Littoral), Ambon (Requério), Damgan (Avenue Charles de Gaulle), Damgan (Kerhellec), Damgan (Hôtel Albatros), Marzan (Place de la Fontaine), La Roche-Bernard (Boulevard de Bretagne), Arzal (Barrage), Arzal (Centre). - Gares desservies : Gare de Vannes |                                                                     |                                                                     |                                                                     |                                                                     |                                                                     |                                                                     |                                                                     |                                                                     |
| 8     | Autre : - Arrêts accessibles aux UFR (Fauteuil roulant) : Tous les arrêts à Vannes et Ambon et La Trinité-Surzur, Muzillac (Place de la Duchesse Anne), Damgan (Hôtel Albatros), Damgan (Avenue Charles de Gaulle). Pour La Roche-Bernard (Boulevard de Bretagne), uniquement à certains horaires. (sous réserves d'une réservation la veille par téléphone et dans la limite d'une place par car) - Amplitudes horaires : Certains arrêts de la ligne ne sont desservis qu'à certains horaires. - Particularités : - Intermodalité : En correspondance: réseau urbain Kicéo aux arrêts de Vannes et à La Trinité Surzur - Date de dernière mise à jour : 26 septembre 2017. |                                                                     |                                                                     |                                                                     |                                                                     |                                                                     |                                                                     |                                                                     |                                                                     |
| 8     | Dernière actualisation : — |                                                                     |                                                                     |                                                                     |                                                                     |                                                                     |                                                                     |                                                                     |                                                                     |
| 9     | Vannes — Place de la Libération ⥋ Rochefort-en-Terre — Saint Roch | Vannes — Place de la Libération ⥋ Rochefort-en-Terre — Saint Roch   | Vannes — Place de la Libération ⥋ Rochefort-en-Terre — Saint Roch   | Vannes — Place de la Libération ⥋ Rochefort-en-Terre — Saint Roch   | Vannes — Place de la Libération ⥋ Rochefort-en-Terre — Saint Roch   | Vannes — Place de la Libération ⥋ Rochefort-en-Terre — Saint Roch   | Vannes — Place de la Libération ⥋ Rochefort-en-Terre — Saint Roch   | Vannes — Place de la Libération ⥋ Rochefort-en-Terre — Saint Roch   | Vannes — Place de la Libération ⥋ Rochefort-en-Terre — Saint Roch   |
| 9     | Ouverture / Fermeture — / — | Longueur —                                                          | Durée 60-113 min                                                    | Nb. d’arrêts 14                                                     | Matériel —                                                          | Jours de fonctionnement L, Ma, Me, J, V, S                          | Jour / Soir / Nuit / Fêtes O / N / N / N                            | Voy. / an —                                                         | Exploitant Maury Transports                                         |
| 9     | Desserte : - Villes/communes desservies : Vannes (Place de la Libération), Vannes (Gare Routière (SNCF)), Séné (Collège Cousteau), Treffléan (Centre), Treffléan (Le Roscoet), Sulniac (Centre), La Vraie-Croix (Place de l'église), Questembert (Lenruit (Abri Bus)), Questembert (Mairie), Questembert (Lenruit (Poteau)), Questembert (Bel Air (RD 775)), Questembert (Bel Air (Gare SNCF)), Pluherlin (Place de l'Eglise), Rochefort-en-Terre (Saint Roch). - Gares desservies : Gare de Questembert, Gare de Vannes |                                                                     |                                                                     |                                                                     |                                                                     |                                                                     |                                                                     |                                                                     |                                                                     |
| 9     | Autre : - Arrêts accessibles aux UFR (Fauteuil roulant) : Vannes (Place de la Libération), Vannes (Gare Routière (SNCF)), Treffléan (Centre), Sulniac (Centre), Questembert (Lenruit (Abri Bus)), Questembert (Mairie), Questembert (Lenruit (Poteau)), Pluherlin (Place de l'Eglise), Rochefort-en-Terre (Saint Roch). (sous réserves d'une réservation la veille par téléphone et dans la limite d'une place par car) - Amplitudes horaires : Certains arrêts de la ligne ne sont desservis qu'à certains horaires. - Particularités : - Intermodalité : En correspondance: réseau urbain Kicéo à tous les arrêts à Vannes, Séné, Treffléan et Sulniac - Date de dernière mise à jour : 26 septembre 2017. |                                                                     |                                                                     |                                                                     |                                                                     |                                                                     |                                                                     |                                                                     |                                                                     |
| 9     | Dernière actualisation : — |                                                                     |                                                                     |                                                                     |                                                                     |                                                                     |                                                                     |                                                                     |                                                                     |

#### lignes 10 à 19
| Ligne | Caractéristiques | Caractéristiques | Caractéristiques | Caractéristiques | Caractéristiques | Caractéristiques | Caractéristiques | Caractéristiques | Caractéristiques |
| 10    | Pays de Redon | Pays de Redon | Pays de Redon | Pays de Redon | Pays de Redon | Pays de Redon | Pays de Redon | Pays de Redon | Pays de Redon |
| 10    | Circuits C1,C2,C4 Redon — Zone Cap Nord / C3 Redon — Tribunal ⥋ Circuits C1 Rochefort-en-Terre — Saint Roch / C2 Malansac — Place du marché / C3 Béganne — Eglise / C4 La Roche-Bernard — Boulevard de Bretagne | Circuits C1,C2,C4 Redon — Zone Cap Nord / C3 Redon — Tribunal ⥋ Circuits C1 Rochefort-en-Terre — Saint Roch / C2 Malansac — Place du marché / C3 Béganne — Eglise / C4 La Roche-Bernard — Boulevard de Bretagne | Circuits C1,C2,C4 Redon — Zone Cap Nord / C3 Redon — Tribunal ⥋ Circuits C1 Rochefort-en-Terre — Saint Roch / C2 Malansac — Place du marché / C3 Béganne — Eglise / C4 La Roche-Bernard — Boulevard de Bretagne | Circuits C1,C2,C4 Redon — Zone Cap Nord / C3 Redon — Tribunal ⥋ Circuits C1 Rochefort-en-Terre — Saint Roch / C2 Malansac — Place du marché / C3 Béganne — Eglise / C4 La Roche-Bernard — Boulevard de Bretagne | Circuits C1,C2,C4 Redon — Zone Cap Nord / C3 Redon — Tribunal ⥋ Circuits C1 Rochefort-en-Terre — Saint Roch / C2 Malansac — Place du marché / C3 Béganne — Eglise / C4 La Roche-Bernard — Boulevard de Bretagne | Circuits C1,C2,C4 Redon — Zone Cap Nord / C3 Redon — Tribunal ⥋ Circuits C1 Rochefort-en-Terre — Saint Roch / C2 Malansac — Place du marché / C3 Béganne — Eglise / C4 La Roche-Bernard — Boulevard de Bretagne | Circuits C1,C2,C4 Redon — Zone Cap Nord / C3 Redon — Tribunal ⥋ Circuits C1 Rochefort-en-Terre — Saint Roch / C2 Malansac — Place du marché / C3 Béganne — Eglise / C4 La Roche-Bernard — Boulevard de Bretagne | Circuits C1,C2,C4 Redon — Zone Cap Nord / C3 Redon — Tribunal ⥋ Circuits C1 Rochefort-en-Terre — Saint Roch / C2 Malansac — Place du marché / C3 Béganne — Eglise / C4 La Roche-Bernard — Boulevard de Bretagne | Circuits C1,C2,C4 Redon — Zone Cap Nord / C3 Redon — Tribunal ⥋ Circuits C1 Rochefort-en-Terre — Saint Roch / C2 Malansac — Place du marché / C3 Béganne — Eglise / C4 La Roche-Bernard — Boulevard de Bretagne |
| ----- | --- | --- | --- | --- | --- | --- | --- | --- | --- |
| 10    | Ouverture / Fermeture — / — | Longueur — | Durée — | Nb. d’arrêts C1: 9 C2 : 8 C3 : 8 C4 : 7 | Matériel — | Jours de fonctionnement L, Ma, Me, J, V | Jour / Soir / Nuit / Fêtes O / N / N / N | Voy. / an — | Exploitant Maury |
| 10    | Desserte : - Villes/communes desservies : - Gares desservies : Gare de Redon | | | | | | | | |
| 10    | Autre : - Arrêts accessibles aux UFR (Fauteuil roulant) : AUCUN ARRET - Amplitudes horaires : L'ensemble des communes hors Redon ne sont desservies qu'à certains horaires. - Particularités : 4 circuits différents (C1 à C4) pour la même ligne 10 - Intermodalité : réseau urbain de Redon - Date de dernière mise à jour : 24 septembre 2017. | | | | | | | | |
| 10    | Dernière actualisation : — | | | | | | | | |
| 11    | Vannes — Place de la Libération ⥋ Guéhenno — Rue du Stade | Vannes — Place de la Libération ⥋ Guéhenno — Rue du Stade | Vannes — Place de la Libération ⥋ Guéhenno — Rue du Stade | Vannes — Place de la Libération ⥋ Guéhenno — Rue du Stade | Vannes — Place de la Libération ⥋ Guéhenno — Rue du Stade | Vannes — Place de la Libération ⥋ Guéhenno — Rue du Stade | Vannes — Place de la Libération ⥋ Guéhenno — Rue du Stade | Vannes — Place de la Libération ⥋ Guéhenno — Rue du Stade | Vannes — Place de la Libération ⥋ Guéhenno — Rue du Stade |
| 11    | Ouverture / Fermeture — / — | Longueur — | Durée 50-95 min | Nb. d’arrêts 12 | Matériel FCC (Fast Concept Car) Starter LE | Jours de fonctionnement L, Ma, Me, J, V, S | Jour / Soir / Nuit / Fêtes O / N / N / N | Voy. / an — | Exploitant BSA (Bretagne Sud Autocars) |
| 11    | Desserte : - Villes/communes desservies : Vannes (Place de la Libération), Vannes (Gare Routière (SNCF)), Vannes (Lycée Charles de Gaulle), Saint-Avé (Toulbao), Saint-Avé (Keridoret), Monterblanc (Corn Er Hoet), Monterblanc (Place Anne de Bretagne), Plaudren (Place de l'Eglise), Plumelec (Cadoudal), Plumelec (Place du Menhir), Saint-Jean-Brévelay (Place du Souvenir Français), Guéhenno (Rue du Stade) - Gares desservies : Gare de Vannes | | | | | | | | |
| 11    | Autre : - Arrêts accessibles aux UFR (Fauteuil roulant) : Vannes (Place de la Libération), Vannes (Gare Routière (SNCF)), Saint-Avé (Toulbao), Saint-Avé (Keridoret), Plumelec (Place du Menhir). (sous réserves d'une réservation la veille par téléphone et dans la limite d'une place par car) - Amplitudes horaires : L'ensemble des arrêts ne sont desservis qu'à certains horaires. - Particularités : - Intermodalité : En correspondance: réseau urbain Kicéo à tous les arrêts de la ligne à Vannes, Saint-Avé, Monterblanc, Plaudren - Date de dernière mise à jour : 27 septembre 2017. | | | | | | | | |
| 11    | Dernière actualisation : — | | | | | | | | |
| 12    | Redon - Plélan-le-Grand | Redon - Plélan-le-Grand | Redon - Plélan-le-Grand | Redon - Plélan-le-Grand | Redon - Plélan-le-Grand | Redon - Plélan-le-Grand | Redon - Plélan-le-Grand | Redon - Plélan-le-Grand | Redon - Plélan-le-Grand |
| 12    | Redon — Gare routière "Parc Anger" ⥋ Plélan-le-Grand — Rue des Korrigans | | | | | | | | |
| 12    | Ouverture / Fermeture — / — | Longueur — | Durée 100 min | Nb. d’arrêts 22 | Matériel — | Jours de fonctionnement L, Ma, Me, J, V, S | Jour / Soir / Nuit / Fêtes O / N / N / N | Voy. / an — | Exploitant Linevia |
| 12    | Desserte : - Villes/communes desservies : Redon, Sainte-Marie, Bains-sur-Oust, Cournon, La Gacilly, Carentoir, Guer, Saint-Malo-de-Beignon, Beignon et Plélan-le-Grand - Gares desservies : Gare de Redon | | | | | | | | |
| 12    | Autre : - Arrêts accessibles aux UFR (Fauteuil roulant) : certains arrêts (sous réserve d'une réservation la veille par téléphone et dans la limite d'une place par car) - Amplitudes horaires : Certains services ne sont assurés qu'entre Redon et La Gacilly, Guer ou Beignon ou entre Plélan et Guer. - Intermodalité : réseau urbain de Redon - Date de dernière mise à jour : 2 mars 2023. | | | | | | | | |
| 12    | Dernière actualisation : — | | | | | | | | |
| 14    | Pontivy — Gare SNCF ⥋ Guémené-sur-Scorff — Mairie | Pontivy — Gare SNCF ⥋ Guémené-sur-Scorff — Mairie | Pontivy — Gare SNCF ⥋ Guémené-sur-Scorff — Mairie | Pontivy — Gare SNCF ⥋ Guémené-sur-Scorff — Mairie | Pontivy — Gare SNCF ⥋ Guémené-sur-Scorff — Mairie | Pontivy — Gare SNCF ⥋ Guémené-sur-Scorff — Mairie | Pontivy — Gare SNCF ⥋ Guémené-sur-Scorff — Mairie | Pontivy — Gare SNCF ⥋ Guémené-sur-Scorff — Mairie | Pontivy — Gare SNCF ⥋ Guémené-sur-Scorff — Mairie |
| 14    | Ouverture / Fermeture — / — | Longueur — | Durée 35-55 min | Nb. d’arrêts 7 | Matériel — | Jours de fonctionnement L, Ma, Me, J, V, S | Jour / Soir / Nuit / Fêtes O / N / N / N | Voy. / an — | Exploitant Transports Taillard |
| 14    | Desserte : - Villes/communes desservies : Pontivy (Gare SNCF), Pontivy (Avenue Napoléon 1er), Cléguérec (Foyer logement), Cléguérec (Rue des Marronniers), Séglien (Place de l'église), Guémené-sur-Scorff (Foyer logement), Guémené-sur-Scorff (Mairie) - Gares desservies : Gare de Pontivy | | | | | | | | |
| 14    | Autre : - Arrêts accessibles aux UFR (Fauteuil roulant) : tous MAIS uniquement sur certains horaires de bus (sous réserve d'une réservation la veille par téléphone et dans la limite d'une place par car) - Amplitudes horaires : Les communes de Cléguérec et Séglien ne sont desservies qu'à certains horaires, tout comme l'arrêt Cléguérec (Foyer logement). - Particularités : Un service de transport à la demande gratuit (hors cout du billet de car), par taxi ou transporteurs, a été mis en place par le territoire de Roi Morvan Communauté (communes des anciens cantons de Gourin, Guémené-sur-Scorff, Le Faouët) pour transporter les habitants de ce territoire de leur domicile à l'arrêt BreizhGo prédéfini le plus proche (ou l'inverse). En période de vacances scolaires, la totalité des arrêts du trajet de la ligne ne sont desservies qu'à certains horaires. - - Intermodalité : En correspondance: Ligne 3 du réseau urbain PondiBUS de Pontivy à la Gare de Pontivy. - Date de dernière mise à jour : 8 juin 2021. | | | | | | | | |
| 14    | Dernière actualisation : — | | | | | | | | |
| 15    | Lorient — Gare d'Echanges (SNCF) ⥋ Carhaix — Gare SNCF | Lorient — Gare d'Echanges (SNCF) ⥋ Carhaix — Gare SNCF | Lorient — Gare d'Echanges (SNCF) ⥋ Carhaix — Gare SNCF | Lorient — Gare d'Echanges (SNCF) ⥋ Carhaix — Gare SNCF | Lorient — Gare d'Echanges (SNCF) ⥋ Carhaix — Gare SNCF | Lorient — Gare d'Echanges (SNCF) ⥋ Carhaix — Gare SNCF | Lorient — Gare d'Echanges (SNCF) ⥋ Carhaix — Gare SNCF | Lorient — Gare d'Echanges (SNCF) ⥋ Carhaix — Gare SNCF | Lorient — Gare d'Echanges (SNCF) ⥋ Carhaix — Gare SNCF |
| 15    | Ouverture / Fermeture — / — | Longueur — | Durée 100 min | Nb. d’arrêts 13 | Matériel Crossway | Jours de fonctionnement L, Ma, Me, J, V, S | Jour / Soir / Nuit / Fêtes O / N / N / N | Voy. / an — | Exploitant CTM (Transdev) |
| 15    | Desserte : - Villes/communes desservies : Lorient (Gare d'Echanges (SNCF)), Lanester (Parc des expositions), Plouay (Cimetière), Plouay (Manério, aire de repos routier du rond-point de Manério), Berné (Poulhibet, uniquement sur demande au chauffeur), Berné (Mairie), Meslan (Place de l'église), Le Faouët (Les Halles), Gourin (Mairie), Motreff (Gare), Motreff (Moulin neuf), Carhaix-Plouguer (Port de Carhaix), Carhaix-Plouguer (République), Carhaix-Plouguer (Gare SNCF) - Gares desservies : Gare de Lorient, Gare de Carhaix | | | | | | | | |
| 15    | Autre : - Arrêts accessibles aux UFR (Fauteuil roulant) : Lorient, Lanester, Plouay, Meslan, Carhaix-Plouguer (Gare SNCF) (sous réserve d'une réservation la veille par téléphone et dans la limite d'une place par car) - Amplitudes horaires : Certaines communes ne sont desservies qu'à certains horaires en fonction des trajets. - Particularités : Un service de transport à la demande gratuit (hors cout du billet de car), par taxi ou transporteurs, a été mis en place par le territoire de Roi Morvan Communauté (communes des anciens cantons de Gourin, Guémené-sur-Scorff, Le Faouët) pour transporter les habitants de ce territoire de leur domicile à l'arrêt BreizhGo prédéfini le plus proche (ou l'inverse). En période de vacances scolaires, la totalité des arrêts du trajet de la ligne ne sont desservis qu'à certains horaires. Note 1 : La ligne 15 a été prolongé de Gourin à Carhaix le 01/09/2018 à la suite de la fermeture de la ligne de cars SNCF TER 26 de Rosporden à Carhaix par le conseil régional de Bretagne. À la suite de cette décision, le nombre d’arrêts est passé de 7 à 13. Note 2: Depuis le 01/09/2018, le nombre de trajets aller et retour sur la ligne 15 a fortement augmenté avec désormais un départ de Lorient en début de matinée. - - Intermodalité : En correspondance: Ligne 26 du TER à Gourin, Ligne 8 de TBK au Faouët, Lignes 31,34,40 du réseau urbain de la CTRL à Lanester; Lignes 2,52,60 du réseau urbain de la CTRL à Lorient. - Date de dernière mise à jour : 8 juin 2021. | | | | | | | | |
| 15    | Dernière actualisation : — | | | | | | | | |
| 16    | Lorient — Gare d'Echanges (SNCF) ⥋ Etel — Gare routière | Lorient — Gare d'Echanges (SNCF) ⥋ Etel — Gare routière | Lorient — Gare d'Echanges (SNCF) ⥋ Etel — Gare routière | Lorient — Gare d'Echanges (SNCF) ⥋ Etel — Gare routière | Lorient — Gare d'Echanges (SNCF) ⥋ Etel — Gare routière | Lorient — Gare d'Echanges (SNCF) ⥋ Etel — Gare routière | Lorient — Gare d'Echanges (SNCF) ⥋ Etel — Gare routière | Lorient — Gare d'Echanges (SNCF) ⥋ Etel — Gare routière | Lorient — Gare d'Echanges (SNCF) ⥋ Etel — Gare routière |
| 16    | Ouverture / Fermeture — / — | Longueur — | Durée 65-85 min | Nb. d’arrêts 14 | Matériel Crossway, Intouro | Jours de fonctionnement L, Ma, Me, J, V, S | Jour / Soir / Nuit / Fêtes O / N / N / N | Voy. / an — | Exploitant CTM (Transdev) |
| 16    | Desserte : - Villes/communes desservies : Lorient (Gare d'Echanges (SNCF)), Lanester (Quai 9), Kervignac (Kemours), Kervignac (Av. des plages),Merlevenez (Mairie), Merlevenez (La Madeleine), Plouhinec (Place Kilkee), Plouhinec (Kerpotence), Belz (Pont Loirois), Belz (Croix Jean), Belz (La Poste), Belz (Les 4 chemins), Etel (Gare Routière), - Gares desservies : Gare de Lorient | | | | | | | | |
| 16    | Autre : - Arrêts accessibles aux UFR (Fauteuil roulant) : Lorient, Kervignac (Av. des plages), Merlevenez (La Madeleine), Plouhinec (Place Kilkee), Belz (Croix Jean) (sous réserves d'une réservation la veille par téléphone et dans la limite d'une place par car) - Amplitudes horaires : L'ensemble des arrêts de la ligne ne sont desservis qu'à certains horaires. - Particularités : En période de vacances scolaires, certains horaires de la totalité des arrêts du trajet de la ligne sont retardés. - Intermodalité : En correspondance: Lignes 2,52,60 du réseau urbain de la CTRL à Lorient. - Date de dernière mise à jour : 11 septembre 2017. | | | | | | | | |
| 16    | Dernière actualisation : — | | | | | | | | |
| 17    | Lorient — Gare d'Echanges (SNCF) ⥋ Pontivy — Avenue Napoléon 1er | Lorient — Gare d'Echanges (SNCF) ⥋ Pontivy — Avenue Napoléon 1er | Lorient — Gare d'Echanges (SNCF) ⥋ Pontivy — Avenue Napoléon 1er | Lorient — Gare d'Echanges (SNCF) ⥋ Pontivy — Avenue Napoléon 1er | Lorient — Gare d'Echanges (SNCF) ⥋ Pontivy — Avenue Napoléon 1er | Lorient — Gare d'Echanges (SNCF) ⥋ Pontivy — Avenue Napoléon 1er | Lorient — Gare d'Echanges (SNCF) ⥋ Pontivy — Avenue Napoléon 1er | Lorient — Gare d'Echanges (SNCF) ⥋ Pontivy — Avenue Napoléon 1er | Lorient — Gare d'Echanges (SNCF) ⥋ Pontivy — Avenue Napoléon 1er |
| 17    | Ouverture / Fermeture — / — | Longueur — | Durée 70-90 min | Nb. d’arrêts 15 | Matériel Intouro | Jours de fonctionnement L, Ma, Me, J, V, S | Jour / Soir / Nuit / Fêtes O / N / N / N | Voy. / an — | Exploitant BSA |
| 17    | Desserte : - Villes/communes desservies : Lorient (Gare d'Echanges (SNCF)), Lanester (A. Croizat), Lanester (Parc des expositions), Hennebont (Place Foch), Languidic (Place Guillerme), Languidic (Lann Menhir), Languidic (Kergonan), Baud (Champ de foire), Guénin (église), Guénin (Kerchassic), Pluméliau (Place Onno), Pluméliau (ZA Port Arthur), Pontivy (Kennedy), Pontivy (Gare SNCF), Pontivy (Avenue Napoléon 1er). - Gares desservies : Gare de Lorient, Gare de Pontivy | | | | | | | | |
| 17    | Autre : - Arrêts accessibles aux UFR (Fauteuil roulant) : Tous les arrêts (sous réserve d'une réservation la veille par téléphone et dans la limite d'une place par car) - Amplitudes horaires : L'ensemble des arrêts de la ligne ne sont desservis qu'à certains horaires. - Particularités : En période de vacances scolaires, seul un horaire très tôt de Baud à Pontivy n'est pas desservi. L’après-midi, les arrêts de Languidic, Hennebont, Guénin, Pluméliau ne sont desservis que sur demande au chauffeur lors de la montée dans le car. Accès Internet par réseau radio Wifi dans les cars. - Intermodalité : En correspondance: Lignes 2,52,60 du réseau urbain de la CTRL à Lorient, réseau urbain de la CTRL à tous les arrêts de Lanester, Hennebont et Languidic, Ligne 3 du réseau urbain PondiBUS de Pontivy à la Gare de Pontivy, réseau urbain PondiBUS de Pontivy aux autres arrêts de Pontivy. - Date de dernière mise à jour : 11 septembre 2017. | | | | | | | | |
| 17    | Dernière actualisation : — | | | | | | | | |
| 18    | Auray — Gare SNCF ⥋ Belz — La Poste | Auray — Gare SNCF ⥋ Belz — La Poste | Auray — Gare SNCF ⥋ Belz — La Poste | Auray — Gare SNCF ⥋ Belz — La Poste | Auray — Gare SNCF ⥋ Belz — La Poste | Auray — Gare SNCF ⥋ Belz — La Poste | Auray — Gare SNCF ⥋ Belz — La Poste | Auray — Gare SNCF ⥋ Belz — La Poste | Auray — Gare SNCF ⥋ Belz — La Poste |
| 18    | Ouverture / Fermeture — / — | Longueur — | Durée 38-51 min | Nb. d’arrêts 9 | Matériel Crossway, Intouro | Jours de fonctionnement L, Ma, Me, J, V, S | Jour / Soir / Nuit / Fêtes O / N / N / N | Voy. / an — | Exploitant CTM (Transdev) |
| 18    | Desserte : - Villes/communes desservies : Auray (Gare SNCF), Auray (Le Ballon - J-F Kennedy), Auray (Porte Océane), Auray (Le Loch), Ploemel (Centre), Erdeven (Gare Routière), Etel (Gare Routière), Belz (Les 4 chemins), Belz (La Poste) - Gares desservies : Gare d'Auray | | | | | | | | |
| 18    | Autre : - Arrêts accessibles aux UFR (Fauteuil roulant) : AUCUN - Amplitudes horaires : Les arrêts de Belz et Auray (Le Loch) ne sont desservies qu'à certains horaires. - Particularités : - Intermodalité : réseau urbain d'Auray aux arrêts d'Auray - Date de dernière mise à jour : 27 septembre 2017. | | | | | | | | |
| 18    | Dernière actualisation : — | | | | | | | | |

### Changements de transporteurs
2014 : 
- La ligne 1 : Vannes, Auray, Carnac, Quiberon (desservie par Keolis Atlantique) est fractionnée en deux lignes distinctes : 1 : Auray, Carnac, Quiberon attribuée a la société CTM ; et 19 : Auray, Vannes attribuée à Keolis Atlantique.

2016 :
- La ligne 2 et la desserte scolaire entre Grand-Champ, Plescop et Vannes est attribué entièrement aux Voyages Morio
- La ligne 5 fusionne avec la ligne 19 qui se transforme en ligne 5 entre Baud, Auray et Vannes via Sainte Anne d'Auray et 5 Express entre Baud, Auray et Vannes directement par la N165. La desserte voyageur et scolaire est attribuée à Keolis Atlantique, qui auparavant gérait la ligne 19 et les Transports Le Divenah qui géraient la ligne 5 (qui ont perdu la ligne 5 après de nombreuses années d'exploitation).

2017:
- En juillet 2017, les lignes 2 et 7 deviennent respectivement les lignes Kicéo 25 et Kicéo 24 et donc deviennent des lignes Kicéo à part entière, les véhicules de ces lignes seront alors à moyen terme repeints en livrée Kicéo.